# Cam Jurgens
Cameron Jurgens (Beatrice, Nebraska, 21 de agosto de 1999) más conocido como Cam Jurgens, es un jugador profesional estadounidense de fútbol americano, se desempeña en la posición de center en Philadelphia Eagles, en la National Football League (NFL).

## Carrera
Fue seleccionado en la Reunión Anual de Selección de Jugadores de la NFL de 2022. Hizo su debut profesional con el equipo Philadelphia Eagles, lleva jugando dos temporadas.